# Turn It Up (сингл Chamillionaire)
«Turn It Up» — перший сингл репера Chamillionaire з його дебютного студійного альбому The Sound of Revenge. Сингл посів 41-шу сходинку Billboard Hot 100. У відеокліпі знялися Rasaq, Chingo Bling, Mannie Fresh, Lil' O, OG Ron C, Z-Ro й Squad Up. RIAA сертифікувала сингл золотим.

## Ремікси
Ремікс з участю Lil' O, Big Hawk та E.S.G. потрапив до мікстейпу It's Going Down 3 (гост: Chamillionaire) та до бонус-диску The Sound of Revenge.